# Liste der Naturdenkmale in Brieselang
Die Liste der Naturdenkmale in Brieselang enthält alle Naturdenkmale der brandenburgischen Gemeinde Brieselang und ihrer Ortsteile im Landkreis Havelland, welche durch Rechtsverordnung geschützt sind. (Stand: 2014)
In den Spalten befinden sich folgende Informationen:
- Nr.: Identifizierungsnummer nach veröffentlichter Liste. Sie wird von der unteren Naturschutzbehörde des Landkreises oder der kreisfreien Stadt vergeben. Wenn sie bekannt ist, wird sie angegeben. In dieser Spalte kann sich zusätzlich das Wort Wikidata befinden, der entsprechende Link führt zu Angaben zu diesem Naturdenkmal bei Wikidata.
- Bezeichnung: Benennung des Naturdenkmals, in der Regel wird bei Bäume die Baumart genannt. Bekannte Eigennamen werden mit angegeben.
- Gemarkung: Ort oder Gemarkung, in der sich das Naturdenkmal befindet
- Lage: Nennt die Lage des Naturdenkmals im jeweiligen Ortsteil und die geografischen Koordinaten des Naturdenkmals. Link zu einem Kartenansichtstool, um Koordinaten zu setzen. In der Kartenansicht sind Naturdenkmale ohne Koordinaten mit einem roten beziehungsweise orangen Marker dargestellt und können in der Karte gesetzt werden. Denkmale ohne Bild sind mit einem blauen bzw. roten Marker gekennzeichnet, Denkmale mit Bild mit einem grünen beziehungsweise orangen Marker.
- Beschreibung: die Beschreibung des Naturdenkmales
- Schutzzweck: Erläutert den Grund der Unterschutzstellung
- Bild: Zeigt ein Bild des Naturdenkmales und gegebenenfalls ein Link zu weiteren Fotos im Medienarchiv Wikimedia Commons

## Brieselang
| Bild                                    | Bezeichnung                    | Lage | Beschreibung | Schutzzweck | Nummer  |
| --------------------------------------- | ------------------------------ | --- | --- | ----------- | ------- |
| Direkt Bild zu diesem Denkmal hochladen | Elsbeere im Brieselanger Forst | Brieselang, Brieselanger Waldgebiet am Gestellweg zwischen Abteilung 66 und 67 13/43 ()                                       | Besonders markanter Baum; Repräsentant seiner Art; dendrologische Seltenheit - Alter geschätzt 130 Jahre - fortschreitende Fäulnisherde zum Stamminneren; geringe Rindenverletzung; Spechtlöcher; Vitalität II-III - Stammumfang: 183 - seit 1962 im Kataster                                                                                      |             | 0060 B  |
| Direkt Bild zu diesem Denkmal hochladen | Bredower Forsteiche            | Brieselang, Bredower Forst etwa 200 Meter nordöstlich der Oberförsterei Brieselang 12/153 ()                                  | Repräsentant seiner Art; besonders markanter Baum - Baum ist abgestorben - Alter geschätzt 200 Jahre - Stammumfang: 412 - seit 1962 im Kataster |             | 0062 B  |
| BW                                      | Eichengruppe im Bredower Forst | Brieselang, Bredower Forst etwa 50 Meter östlich der Oberförsterei Brieselang am Weg 12/160 (52° 34′ 35,7″ N, 13° 0′ 41,6″ O) | Zwei Bäume; zwei der wenigen erhaltenen alten Eichen im Bredower Forst; Ortsbild-Prägung; besonders markanter Baum - Baum 1 (rechte Seite) Spitzendürre, Kronenäste absterbend, Wurzelfäule, Schwefelporling Baum 2 (linke Seite) Stammfaul, ausfaulender Kronenansatz - Alter geschätzt 200 Jahre - Stammumfang: 409, 411 - seit 1962 im Kataster |             | 0063 BG |
| BW                                      | Bredower Forsthauseiche        | Brieselang, Bredower Forst, neben der Oberförsterei Brieselang 12/151 (52° 34′ 36,4″ N, 13° 0′ 39,2″ O)                       | Repräsentant seiner Art; Ortsbild-Prägung; besonders markanter Baum - starker Vitalitätsrückgang, Totholz, Starkäste wurden zurückgeschnitten - Alter geschätzt 200 Jahre - Stammumfang: 483 - seit 1962 im Kataster |             | 0064 B  |

## Bredow
| Bild                                    | Bezeichnung       | Lage                               | Beschreibung | Schutzzweck | Nummer |
| --------------------------------------- | ----------------- | ---------------------------------- | --- | ----------- | ------ |
| Direkt Bild zu diesem Denkmal hochladen | Platane in Bredow | Bredow, Auf dem Festplatz 7/026 () | Repräsentant seiner Art; Ortsbild-Prägung; besonders markanter Baum - Kronenäste ausfaulend; Pilzbefall (Schillerporling); eingebaute Kronensicherung - Alter geschätzt 150 Jahre - Stammumfang: 456 - Ratsbeschluss vom 26.1.67 |             | 0087 B |